# Armada (Bas-Lag)
Armada è una città immaginaria che costituisce la principale ambientazione del romanzo New Weird La città delle navi, dello scrittore britannico China Miéville. Fa parte del mondo immaginario del Bas-Lag.

## Descrizione
Armada è una città galleggiante, costituita da centinaia di navi fissate tra loro per mezzo di funi o saldature di altro tipo. La maggior parte delle navi é adibita ad alloggio per gli abitanti, che ammontano a qualche centinaio di migliaia di individui; le diverse imbarcazioni sono collegate tra loro da ponti e passerelle che costituiscono le vie e le strade della città. Altre navi fungono da fabbriche, officine, mercati, ristoranti, e tutto ciò che serve a rendere una città degna di tal nome. Quasi tutte le razze del Bas-Lag sono rappresentate ad Armada, e sebbene la maggior parte degli abitanti siano stati costretti a stabilirvisi dopo essere stati catturati dai pirati, molti di essi vi trovano un'inaspettata possibilità di vivere liberi ed essere trattati con il rispetto che non sempre è garantito nelle altre città del Bas-Lag.
La sua origine è sconosciuta, ma le più antiche delle navi che la formano sembrano avere circa un migliaio di anni. Si è formata gradualmente nel tempo mano a mano che i pirati armadiani catturavano nuovi vascelli e li univano ai precedenti. L'esatta ubicazione di Armada varia, dato che si sposta attraverso gli oceani del Bas-Lag, trascinata da una flotta di potenti rimorchiatori. Sebbene voci sull'esistenza della città siano diffuse nel Bas-Lag, pochi l'hanno effettivamente visitata, e pochi sono disposti a credere alla sua esistenza come a un fatto reale.
La città vive di pirateria e, al tempo degli eventi narrati ne La città delle navi, essa ha raggiunto un considerevole livello di ricchezza. Tra gli obbiettivi delle scorrerie vi è l'accrescimento delle dimensioni e della popolazione, dal momento che la maggior parte delle navi catturate vengono legate ai margini esterni della città con tutto il loro equipaggio, al quale è proibita la fuga. Gli armadiani reputano inoltre di grande valore l'acquisizione e l'accumulo di conoscenze, e in città è presente una grandissima biblioteca, in cui sono conservati libri e manoscritti, nei linguaggi più disparati, sottratti e portati in città attraverso le scorrerie effettuate in tutto il mondo conosciuto.
La lingua parlata è il salso, un pidgin contenente termini provenienti dalle molte lingue originarie degli abitanti.

## Distretti
Armada è suddivisa in diversi distretti (ridings), ognuno dei quali è autonomo e libero di darsi la forma di governo che preferisce. I nuovi arrivati sono in genere liberi di scegliere di vivere nel distretto che più si adatta alle proprie idee e alla propria indole.

### Acqualuccio
Al tempo de La città delle navi, Acqualuccio è il distretto più potente: i suoi governanti, due pirati completamente ricoperti di cicatrici, molte delle quali autoinflitte, detti gli Amanti, estendono la loro influenza sul governo dell'intera città. Acqualuccio è anche l'unico distretto a possedere due aeronavi, oltre a una piattaforma di trivellazione subacquea sottratta alla marina newcrobuziana.

### Casaribaldo
Casaribaldo è il distretto con la forma di governo più democratica, essendo governato da un largo Consiglio, che cerca spesso di opporsi al potere degli Amanti. A Casaribaldo si trova il Croom Park, una grande area verde costituita da alcune navi che sono state ricoperte di terreno e che viene coltivata con cura.
È questo il distretto a cui viene attaccato il Tersicoria al momento del suo arrivo ad Armada, e dove la protagonista del romanzo, Bellis Coldwine, vive per un certo periodo.

### Città dei Libri
Governato da un triumvirato di khepri, Città dei Libri ospita l'immensa biblioteca di Armada.

### Fonte Secca
Governato da un potente vampiro, il Brucolac, Fontesecca è uno dei distretti più prosperi e i suoi abitanti godono della maggiore sicurezza e libertà di tutta la città. Il prezzo di questo privilegio è però una tassa del sangue: tutti gli abitanti del distretto sono tenuti a donare una quota del loro sangue al governatore vampiro.

### Hic-et-Nunc
Questo distretto è governato da un re-commerciante di nome Friedrich, sulla base di una sorta di laissez-faire liberista. L'appoggio politico di Re Friedrich è tuttavia facilmente comprabile da parte del miglior offerente, generalmente gli Amanti. È considerato un quartiere pericoloso e senza leggi dagli altri abitanti della città, anche se la protagonista de La città delle navi osserva che il distretto è più "mercantile" che "illegale".

### Jhour
Distretto governato da una regina Cactacea di nome Braginod.

### Shaddler
Governato da un generale, è abitato prevalentemente dalla razza dei Crostaggiosi.

### Sollazzo
Distretto abitato dai pesciomini, i quali tuttavia, essendo creatura acquatiche,  passano la maggior parte del tempo sotto il livello della città.

### Il quartiere maledetto
Distretto formato da antichi velieri disabitati, gli armadiani lo ritengono infestato da ghoul e altre creature soprannaturali. Uno dei personaggi del libro, Silas Fennec, lo usa per un certo periodo come nascondiglio.